# Burseryds kyrka
Burseryds kyrka är en kyrka i Burseryd i Jönköpings län. Den tillhör Burseryds församling i Växjö stift.

## Kyrkobyggnad
Kyrkan är uppförd i mitten på 1700-talet och ersatte då en äldre som församlingen vuxit ur. Den är en salkyrka med torn i väster och sakristia i öster. Kyrkan är helt byggd i timmer och är nu panelklädd, ursprungligen spånklädd. Tornets tak är belagt med kopparplåt medan takytorna på långhus, kor och sakristia är spånklädd. Fasaderna är vitmålade och dörrar och fönster har en blå.turkos färg. Tornet uppfördes 1893 och ersatte då en äldre klockstapel. Exteriören har det utseende som tillkom vid restaurering på 1890-talet. 
Invändigt karaktäriseras kyrkorummet av ljusa väggar och gröna snickerier. Interiören präglas av det uttryck som kyrkan fick i samband med 1967 års restaurering.

## Inventarier
- Predikstolen är tillverkad 1632 av okänd mästare.
- Altartavlan tillkom vid en restaurering 1892 och ersatte då ett nyklassicistiskt kors med svepduk och törnekrona. Den gamla altarprydnaden finns bevarad i kyrkans tornrum.
- Kyrkans dopfunt är en kopia från 1936 av en 1200-talsfunt som på 1870-talet överlämnades till Statens historiska museum.

- Läktarbröstningens målningar är sannolikt från den kyrkobyggnad som föregick den nuvarande.
- Kyrkklocka från 1238. Den är Sveriges näst äldsta daterade kyrkklocka. Klockan har en runskrift i latin som i översättning lyder "Är 1238 efter Guds börd blev denna klocka gjuten. Bero har försett den med skrift" Bero var sannolikt en skrivkunnig präst. Under Gustav Vasas tid höll Burseryd på att mista sin klocka. Gustav Vasa behövde pengar för att betala en skuld till Lübeck och bestämde att alla kyrkor som hade mer än en klocka skulle skänka övriga till kronan. Burseryds kyrka hade på den tiden två klockor och sägnen berättar att ungdomarna i byn gjorde en insamling och löste in klockan. Denna händelse har gett klockan namnet "ungdomsklockan"

### Orgel
- 1680 köper man in en orgel med 4 stämmor. Den såldes 1763 till Gryteryds kyrka. Där den skänktes av löjtnanten Gyllenhammar.
- 1763 köper man in en orgel från Svarttorps kyrka. Orgeln har 8 stämmor.[1]
- 1859 bygger Carl Nilsson, Ullared en orgel med 10 stämmor.
- 1901 bygger Johannes Magnusson, Göteborg en orgel med 10 stämmor.
- 1954 bygger John Grönvall Orgelbyggeri, Lilla Edet en orgel med 21 stämmor.
- Den nuvarande orgeln är byggd 1970 av Västbo Orgelbyggeri, Långaryd och är en mekanisk orgel.

| Huvudverk I   | Svällverk II        | Pedal              | Koppel |
| Principal 8´  | Gedackt 8´          | Subbas 16´         | I/P    |
| Rörflöjt 8´   | Spetsgamba 8´       | Oktava 8´          | II/P   |
| Oktava 4´     | Koppelflöjt 4´      | Gemshorn 4´        | II/I   |
| Spetsflöjt 4' | Principal 2'        | Nachthorn 2'       |        |
| Oktava 2'     | Gedacktflöjt 2'     | Rauschkvint 3 chor |        |
| Mixtur 3 chor | Nasat 1 1/3'        | Fagott 16'         |        |
|               | Sesquialtera 2 chor |                    |        |
|               | Scharf 2 chor       |                    |        |
|               | Tremulant           |                    |        |
|               | Crescendosvällare   |                    |        |

## Bildgalleri

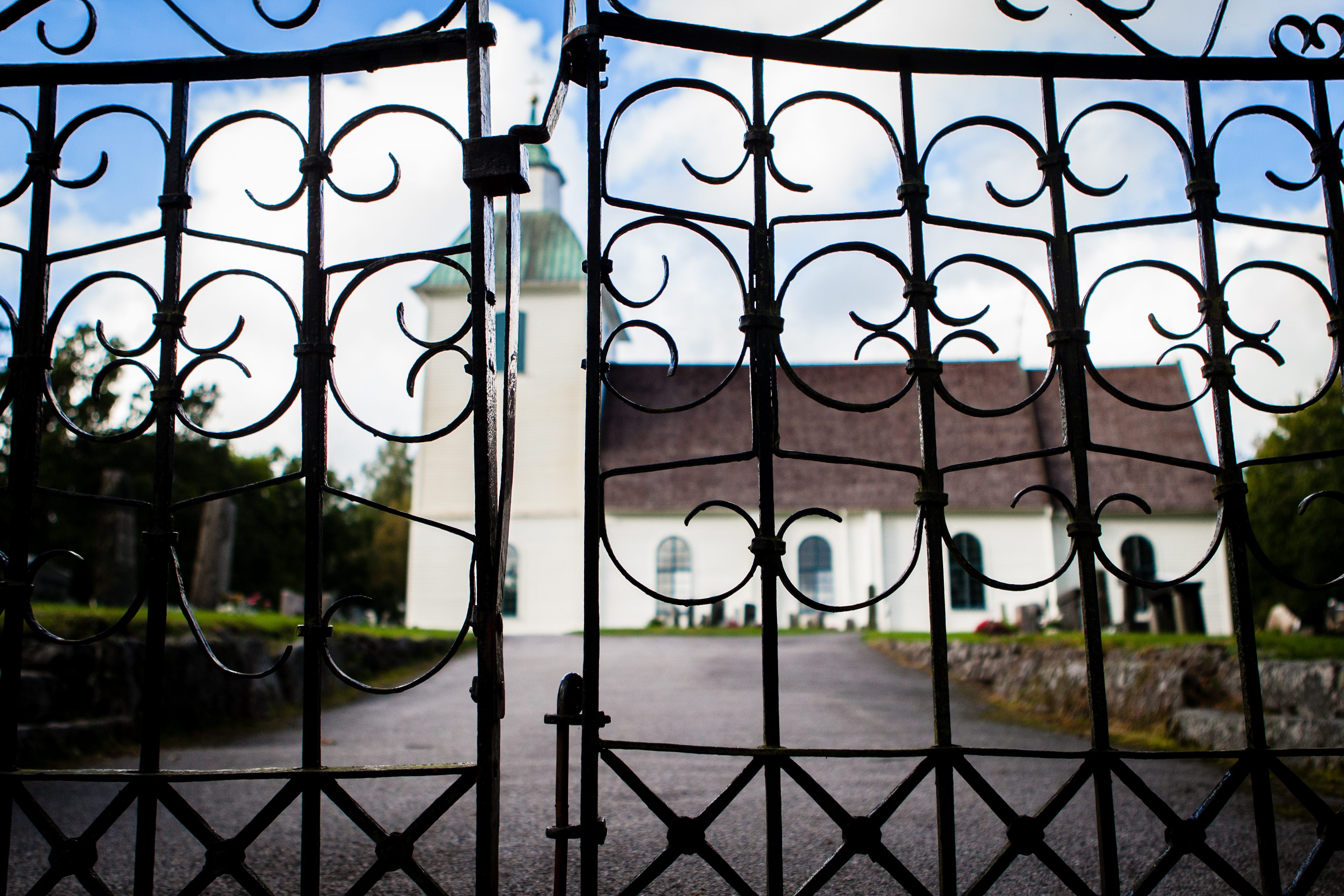
Kyrkan sedd genom kyrkogårdsgrinden.
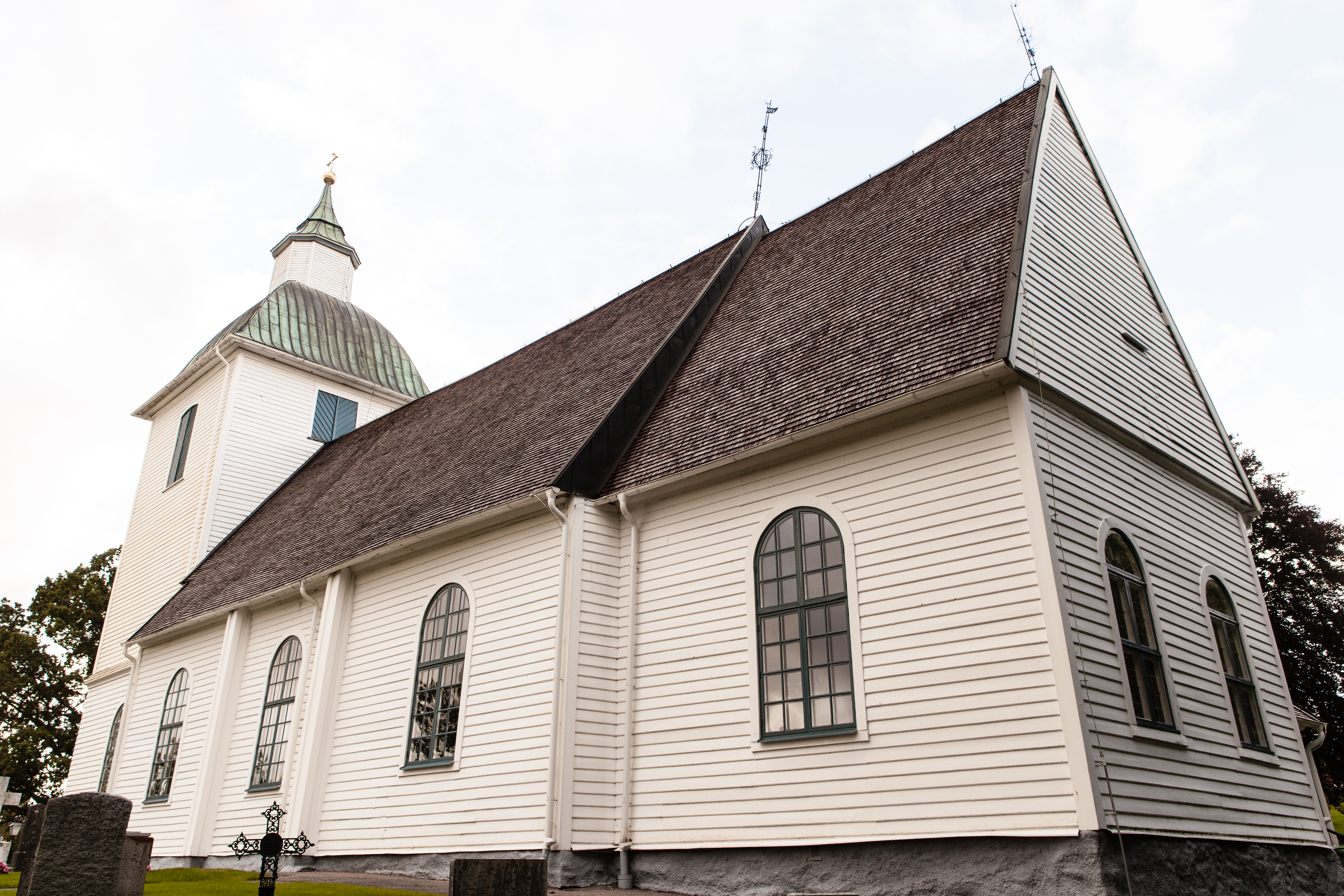
Exteriör från sydöst.
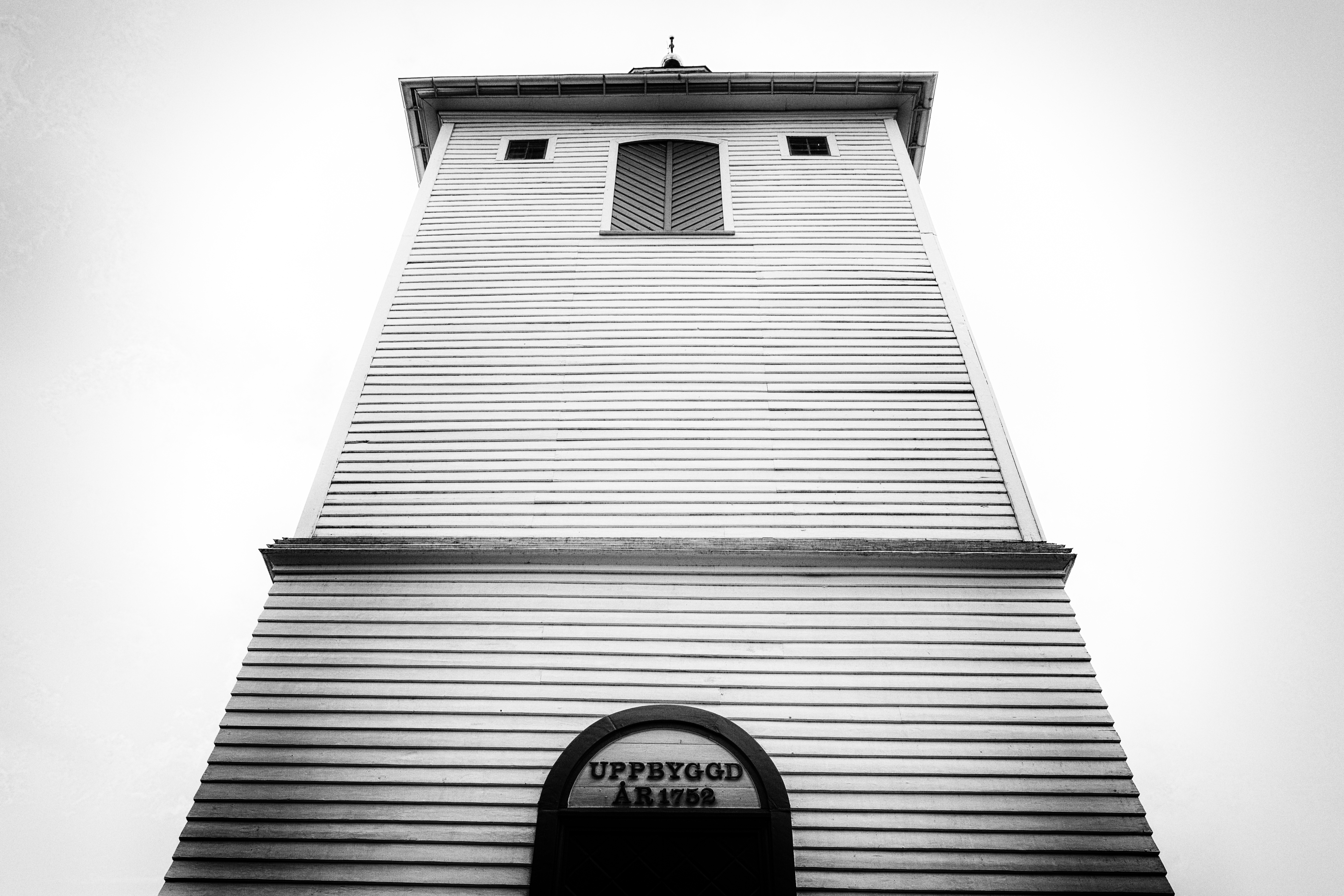
Tornet
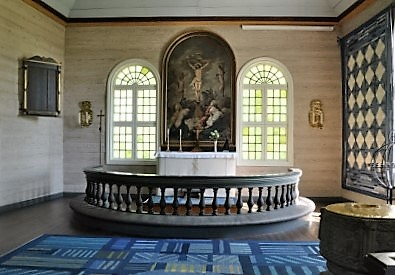
Koret
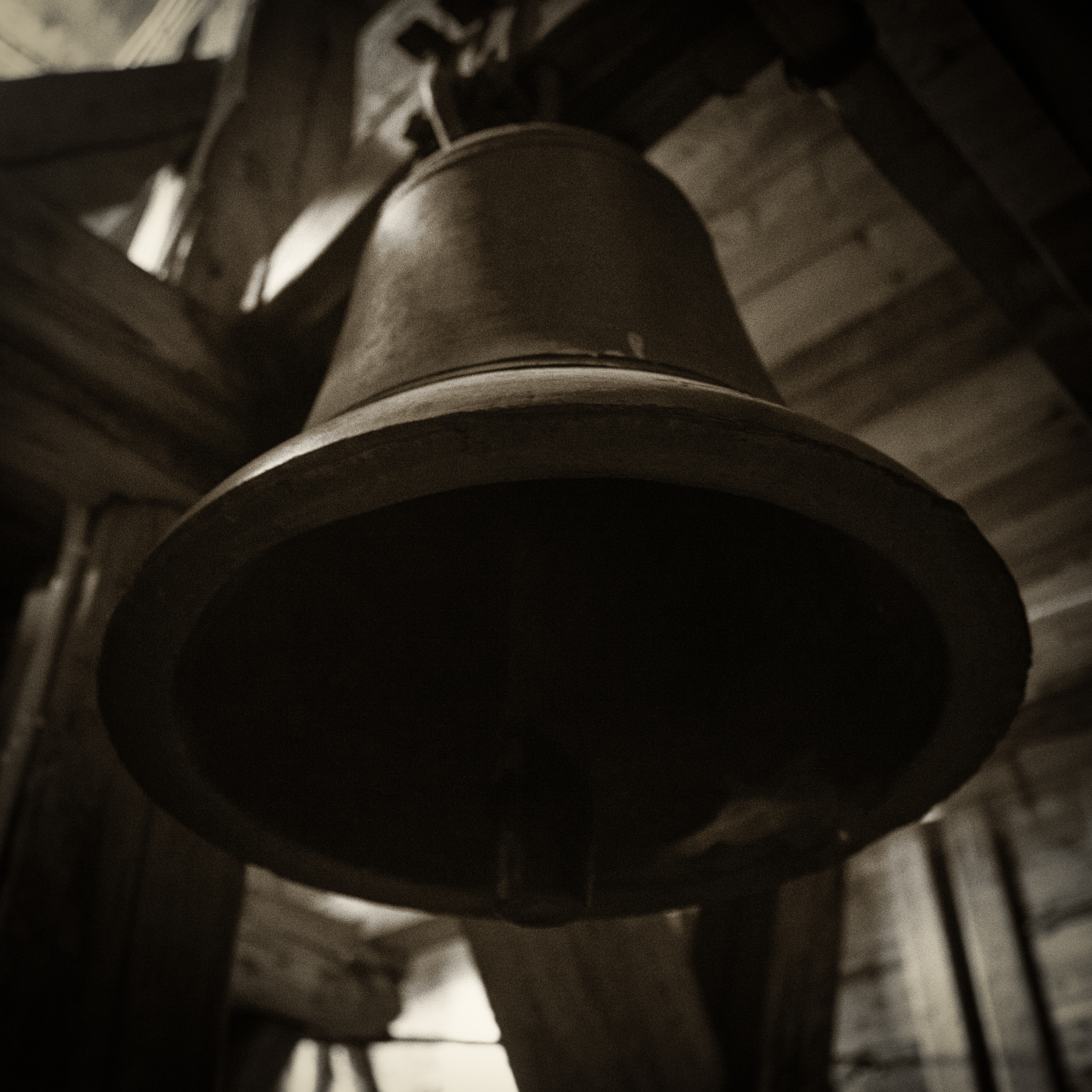
Lillklockan från 1238 även kallad ”ungdomsklockan”.
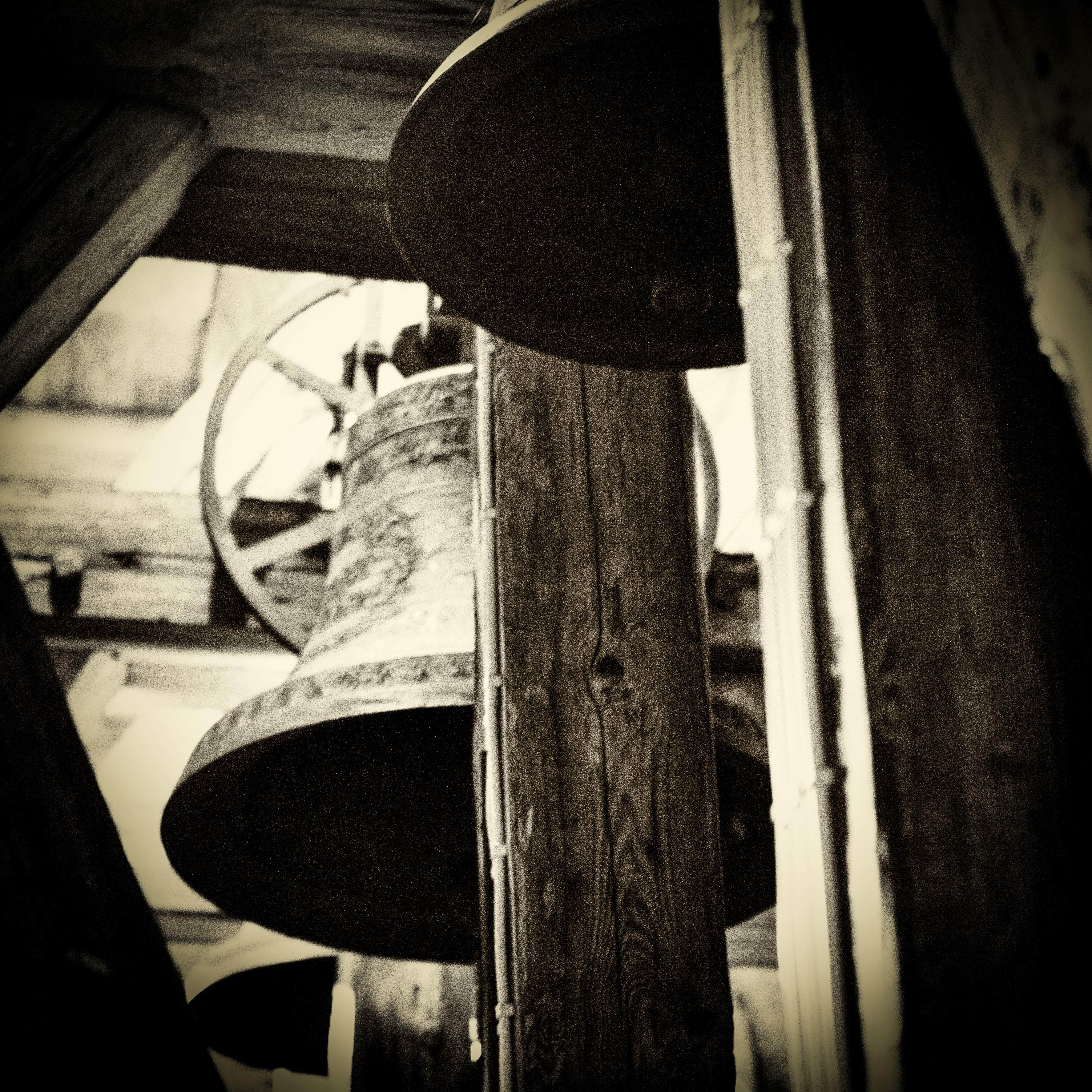

### Webbkällor
- Burseryds pastorat